# La Spezia Big Band
La Spezia Big Band è una orchestra jazz italiana rimasta attiva dal 1976 al 1989, composta principalmente da musicisti spezzini.

## Storia del gruppo

### Primo ciclo - "i padri" (1976-1979)
La Big Band è senza dubbio la "regina" delle formazioni jazzistiche. Le sezioni d'assieme degli arrangiamenti orchestrali hanno sempre esercitato una grande presa sul pubblico e sui musicisti stessi. Suonare in una grande orchestra è un'attività talmente esaltante da far superare, almeno nelle intenzioni, le difficoltà organizzative tipiche di organici così numerosi come: reperire locali adatti alle prove, procurarsi arrangiamenti e partiture adatti, ricoprire tutti i ruoli musicali necessari, accordarsi sugli orari, conciliare impegni, esigenze e sensibilità dei vari componenti, e così via. Una città dalla tradizione jazzistica così radicata come Spezia non poteva certo farsi mancare un'esperienza come questa, soprattutto dopo aver ospitato, al Teatro Monteverdi, niente meno che l'orchestra di Duke Ellington!
Il primo nucleo del complesso, che riunisce i membri più appassionati delle diverse orchestre da ballo e da spettacolo cittadine, viene invitato ad esibirsi, nel 1976, a due serate della VI edizione del Festival Internazionale del Jazz della Spezia che si svolgono al Palco della musica dei Giardini pubblici ed al Teatro Civico.
Sotto la guida di Luciano Imparato, cantante, violinista e contrabbassista spezzino, l'organico rimane in vita, tra alti e bassi, ancora qualche anno.

### Secondo ciclo - "i figli" (1980-1989)
L'occasione per dare nuovo impulso alle attività dell'orchestra si presenta nel 1980, allorquando Bruno Tommaso, a chiusura di un ciclo di stage dedicati a vari strumenti jazzistici, viene invitato dal Comune della Spezia a tenere un seminario di musica d'assieme che si svolge sul palcoscenico del Teatro Civico. Aderiscono all'iniziativa molti giovani musicisti che avevano partecipato ai seminari strumentali, alcuni dei quali si sarebbero poi iscritti al Conservatorio "Puccini" della Spezia, fresco di istituzione. Altri, come Andrea Imparato, figlio di Luciano, e Riccardo Bionducci, ancora troppo inesperti per ricoprire ruoli da titolare nell'organico originario della Spezia Big Band, avevano tuttavia già partecipato alle sessioni di prova che si tenevano, nell'ultimo periodo, presso il Circolo "Filippo Corridoni" di Migliarina.
A seguito della positiva esperienza, Riccardo Bionducci viene prescelto dallo stesso Tommaso come beneficiario di una borsa di studio finalizzata alla partecipazione, nell'estate del medesimo anno, ad un ulteriore seminario di musica d'assieme da lui condotto a Porto Sant'Elpidio conclusosi con diverse esibizioni pubbliche nel circondario.
L'evento seminariale spezzino viene ripetuto anche l'anno successivo e l'orchestra, ormai sufficientemente strutturata, viene invitata ad esibirsi in tre serate della XIII edizione itinerante del Festival Internazionale del Jazz della Spezia sotto la direzione dello stesso Tommaso.
Negli anni successivi, l'attività della Big Band prosegue nel quartiere di Pegazzano, in alcuni locali messi a disposizione dal Comune di Spezia, sotto la guida di Andrea Imparato, coadiuvato da Riccardo Bionducci. Nel 1984, all'orchestra viene data nuovamente l'occasione di esibirsi alla Sala Dante, in un concerto per il rilancio dell'Associazione Amici del Jazz e sul palcoscenico del Teatro Civico in una serata che vede la partecipazione del prestigioso duo Bobby Hutcherson - Tete Montoliu.
Nel 1989 Bruno Tommaso viene nuovamente chiamato a dirigere l'orchestra in un interessante esperimento di proiezione del film muto Steamboat Bill Jr. con esecuzione dal vivo delle musiche originali da lui composte per la sonorizzazione della pellicola.
Il concerto chiude, di fatto, il secondo ciclo di vita dell'orchestra che si scioglie definitivamente in quell'anno.

## Formazioni
Non essendo possibile ricostruire tutte le frequenti variazioni di organico, si riportano solo le formazioni delle sei esibizioni di cui è rimasta traccia negli archivi specializzati:
26 e 27 luglio 1976, Giardini pubblici e Teatro Civico - La Spezia
- Sergio Canalini - tromba
- Roberto Danese - tromba
- Luciano Giampaoli - tromba
- Pilade Mori - tromba
- Mario Villani - tromba
- Augusto Marcelli - trombone
- Lido Moggi - trombone
- Aurelio Tacconi - trombone
- Tiberio Nicola - tuba
- Vitaliano Balsotti - sassofono
- Augusto Carassale - sassofono
- Corrado Chiappini - sassofono
- Rossano Pasquali - sassofono
- Giovanni Peroni - sassofono
- Pietro Bussolino - pianoforte
- Massimo Costa - chitarra elettrica
- Luciano Imparato - contrabbasso
- Paolo Cozzani - batteria

11 luglio 1981 - Sesta Godano; 12 luglio - Brugnato; 13 luglio - Levanto
- Bruno Tommaso - direttore d'orchestra
- Riccardo Bionducci - tromba
- Alessandro Marchetti - tromba
- Maurizio Savoncelli - tromba
- Lauro Rossi - trombone
- Fabio Cozzani - flicorno tenore
- Andrea Lupi - corno francese
- Maurizio Esposito - clarinetto
- Graziano Nencioni - clarinetto
- Mauro Avanzini - sax contralto
- Antonio Traverso - sax contralto
- Andrea Carli - sax tenore
- Andrea Imparato - sax tenore
- Giuliano Del Bello - sax baritono
- Glauco Bionducci - pianoforte
- Gianni Grondacci - basso elettrico
- Francesco Carpena, Paolo Cozzani - batteria

17 febbraio 1984 - Sala Dante - La Spezia
- Riccardo Bionducci - tromba
- Roberto Pecunia - tromba
- Lauro Rossi - trombone
- Maurizio Simonini - trombone
- Pietro Sinigaglia - corno francese
- Mauro Avanzini - sax contralto
- Giovanni Peroni - sax contralto
- Massimo Curti - sax tenore
- Andrea Imparato - sax tenore
- Andrea Madrignani - sax tenore
- Remo Orsoni - sax tenore
- Luca Raimondi - chitarra elettrica
- Gianni Grondacci - basso elettrico
- Paolo Cozzani - batteria

14 novembre 1984 - Teatro Civico - La Spezia
- Stefano Bianchini - tromba
- Riccardo Bionducci - tromba
- Lorenzo Cimino - tromba
- Luca Cosi - tromba
- Lauro Rossi - trombone
- Maurizio Simonini - trombone
- Pietro Sinigaglia - corno francese
- Mauro Avanzini - sax contralto
- Giovanni Peroni - sax contralto
- Massimo Curti - sax tenore
- Federico Giangrandi - sax tenore
- Andrea Imparato - sax tenore
- Andrea Madrignani - sax tenore
- Luca Raimondi - chitarra elettrica
- Gianni Grondacci - basso elettrico
- Paolo Cozzani - batteria

6 luglio 1989 - La Pinetina La Spezia
- Bruno Tommaso - direttore d'orchestra
- Valeria Bartoli - tromba
- Riccardo Bionducci - tromba
- Lorenzo Cimino - tromba
- Luca Cosi - tromba
- Roberto Pinori - trombone
- Pietro Sinigaglia - corno francese
- Fabio Cozzani - corno francese
- Marco Sinigaglia - flauto traverso
- Antonello Monni - sax soprano
- Mauro Avanzini - sax contralto
- Paolo Dionisi Vici - sax contralto
- Andrea Mineccia - sax contralto
- Silvio Binello - sax tenore
- Federico Giangrandi - sax tenore
- Gianluigi Pellegrini - sax tenore
- Gian Luca Cavallini - pianoforte
- Marco Morale - chitarra elettrica
- Andrea Cozzani - basso elettrico
- Paolo Cozzani - batteria

plus combo
- Lauro Rossi - trombone
- Andrea Imparato - sax tenore
- Marco Guidi - pianoforte
- Enrico Pinna - chitarra elettrica
- Persio Tincani - contrabbasso
- Gianni Parodi - batteria